# Azione per una Svizzera neutrale e indipendente
L'Azione per una Svizzera neutrale e indipendente, anche nota come ASNI (in tedesco: Aktion für eine unabhängige und neutrale Schweiz, in francese: Action pour une Suisse indépendante et neutre), è stata una associazione che si opponeva all'adesione della Svizzera a istituzioni politiche sovranazionali come l'Organizzazione delle Nazioni Unite o l'Unione Europea. Il 15 ottobre 2022 si fuse assieme ad altre organizzazioni nella associazione Pro Svizzera.

## Storia
L'associazione venne fondata il 19 giugno 1986 a Berna da membri del comitato d'azione contro l'adesione all'Organizzazione delle Nazioni Unite, che vollero così creare un organo permanente destinato a opporsi all'integrazione della Svizzera in istituzioni politiche sovranazionali quali l'ONU e l'Unione europea.
L'ASNI si impose all'attenzione della popolazione specialmente in occasione della votazione popolare del 6 dicembre 1992 sull'adesione della Svizzera allo Spazio economico europeo, che ha combattuto in prima linea. Nel corso di questa campagna l'ASNI divenne un'organizzazione di massa composta da 16 000 membri (circa 30 000 a fine 2000), ma perse figure di primo piano tra i radicali e i cattolici conservatori che, favorevoli invece a un'entrata nello SEE, decisero di abbandonarla. Sebbene gli obiettivi dell'ASNI si concentrassero sulla politica estera svizzera, in alcune occasioni si attivò anche su altri fronti, contribuendo ad esempio nel 1995 in misura decisiva alla riuscita del referendum contro la riforma del governo.
Il 2 aprile 2022 l'assemblea dei membri ASNI approvò la fusione nell'associazione Pro Svizzera, assieme alle associazioni "No all’adesione strisciante all’UE" e "Associazione degli imprenditori contro l’adesione all’UE". Il 15 ottobre 2022 la fusione ebbe luogo e con essa lo scioglimento dell'ASNI.

## Organizzazione
Organizzata come associazione, dalla sua fondazione fino al 2003 l'Asni fu presieduta dal Consigliere nazionale dell'UDC Christoph Blocher. Gli succeddero Pirmin Schwander dal 2004 al 2014 e Lukas Reimann dal 2014, a loro volta Consiglieri nazionali dell'UDC. L'organo dell'Asni era il bollettino di informazione Grauer Brief, ribattezzato nel 2010 Bulletin e pubblicato sei volte all'anno.